# Ƅ
Ƅ (kleingeschrieben ƅ) ist ein Buchstabe des lateinischen Schriftsystems. In Zhuang ist er eine abgewandelte Form der Ziffer Sechs und stellte demnach von 1957 bis 1986 den sechsten, mittleren Ton dar, wonach er durch den Buchstaben H ersetzt wurde. Im Jaꞑalif-Alphabet stellt der Buchstabe den ungerundeten geschlossenen Zentralvokal dar. Er kommt sowohl alleine als auch im Ьj-Digraphen vor. Sein Ursprung ist unbekannt.

## Darstellung auf dem Computer
Unicode enthält das Ƅ an den Codepunkten U+0184 (Großbuchstabe) und U+0185 (Kleinbuchstabe).